# هوليا جولشن إيرماك
هوليا جولشن إيرماك (بالتركية: Hülya Gülşen Irmak)‏ (ولدت في  14 سبتمبر   1965 في مدينة أنقرة) ممثلة مسرحية، وسينمائية وممثلة مسلسلات تلفزيونية.
ولدت هوليا جولشن في عام 1965 في مدينة أنقرة. وعقب تعليمها الأول بفترة التعليم الابتدائي قد أجرت امتحاناً خاصاً بالمعهد الموسيقي للدولة بأنقرة حيث لا يدخله إلا من يبلغ ستة عشر عاماً على الأقل. وعقب دخولها وهي في الثالثة عشر من عمرها وقد أنهت هوليا جولشن تعليمها الثانوي وقد تخرجت من المعهد الموسيقي في الفترة نفسها وذلك من خلال ربط هذه المدرسة بجامعة هاستيب.
وعقب الأدوار التي مثلتها هوليا جولشن في مختلف المسارح الخاصة قد التحقت بمسارح الدولة في عام 1984. وقد قدمت هوليا جولشن فنها في هذه المؤسسة لمدة تقدر بثمانية وعشرون عاماً على التوالي. أما في عام 1993 قد خطت الفنانة هوليا جولشن خطوة نحو الشاشة البيضاء بتمثيلها لمسلسل تلفزيوني بُدعى «هوانم فيرهوندا» وقد مثلت هوليا جولشن بإستمرار في الأفلام السينمائية والمسلسلات التلفزيونية.
و قد شاركت الفنانة هوليا جولشن في العديد من الأعمال مثل الدبلجة، والتعليم، وتدريب الممثلين وذلك بجانب التمثيل. وفي مارس عام 2012 مثلت الفنانة هوليا جولشن في مسلسل تلفزيوني بعنوان «كيشانلي علي».

## المسرحياتالتي مثلتها
•	الاسم: مدينة الحيوان: يلماز أوزديل \ سايجين دليباش \ فاتي كانتارجي – مسرح إسطنبول – 2012
•	زفاف ممتاز: روبن هاودون – مسرح الدولة بأنقرة – 2006
•	سأغلق عيوني وأعمل وجباتي: خالدون تار – مسرح الدولة بأنقرة – 2005
•	الجريمة والعقاب: فيودور دوستويفسكي – مسرح الدولة بأنقرة – 2001
•	قتل العشق: فلاديمير فولكوف – مسرح الدولة بأنقرة – 1999
•	لعنات الغزلان: موراتهان مونجان – مسرح الدولة بأنقرة – 1998
•	الصين في الصباح: نزيحة ميريتش – مسرح الدولة بأنقرة – 1995
•	قصة حب ما: ألكسي أربوزوف – مسرح الدولة بأنقرة – 1994
•	خلق الإنسان: نجي فاضل كيساككورك – مسرح الدولة بأنقرة – 1993
•	الخلق مرة أخرى: أولكو أيفاز – مسرح الدولة بأنقرة – 1993
•	الطيور الأرجوانية في قفص الساز: سميح سيرجن - مسرح الدولة بأنقرة – 1991
•	موتزارت الصغيرة: جوكوب لوري - مسرح الدولة بأنقرة – 1991
•	الشمسية العائدة بالعكس: صباح الدين قدرت أكسال - مسرح الدولة بأنقرة – 1990
•	اشترت ملك هانم وردة: دينتشر سومر - مسرح الدولة بأنقرة – 1989
•	حفل (مسرحية): تورجوت أوزاكمان - مسرح الدولة بأنقرة – 1989
•	نجوم فوق المنضدة: ألدو جيوفانتتي - مسرح الدولة بأنقرة – 1989
•	الزوج الأبدي: فيودور دوستويفسكي \ فيكتور جاييم - مسرح الدولة بأنقرة – 1988
•	الآنسة هلسينكا: جيورجاس أستولاس - مسرح الدولة بأنقرة – 1987
•	رديو قابل لإعادة الشحن: طارق بوغرا - مسرح الدولة بأنقرة – 1987
•	إذا أتت الروح: نويل كوارد - مسرح الدولة بأنقرة – 1986
•	في صمت: مارك ميدوف - مسرح الدولة بأنقرة – 1984
•	كاراجا أوغلان: دينتشر سومر - مسرح الدولة بأنقرة – 1983
•	جمال الصحراء: نزيحة أراز - مسرح الدولة بأنقرة – 1983

## فيلموغرافيا

### مسيرتهاالفنية
•	نمنة (طائر)، دور:؟ عام 2013
•	الدرويش الفائز، دور: شفيقة تكين، عام 2013 (ممثل ضيف شرف)
•	ملحمة كيشانلي علي، دور: ملاهات، عام 2011 – 2012
•	أطفال قوس قزح، دور..... عام 2010
•	الحرية للحظة، دور: والدة ياسمين، عام 2008
•	جوانب منزلنا، دور، عصمت، عام 2008
•	ما هو الخطاأ يا عمتي؟ دور: ..... عام 2002
•	سحاب في الهواء، دور: ..... عام 2002
•	جوانب منزلنا، دور: عصمت، عام 2000
•	هوانم فيرهوندا، دور: موججان عام 1993

## روابط خارجية
- هوليا جولشن إيرماك على موقع IMDb (الإنجليزية)
- هوليا جولشن إيرماك على موقع ألو سيني (الفرنسية)
- هوليا جولشن إيرماك على موقع قاعدة بيانات الفيلم (الإنجليزية)
- هوليا جولشن إيرماك على موقع كينوبويسك (الروسية)